# Tesis de la desconexión

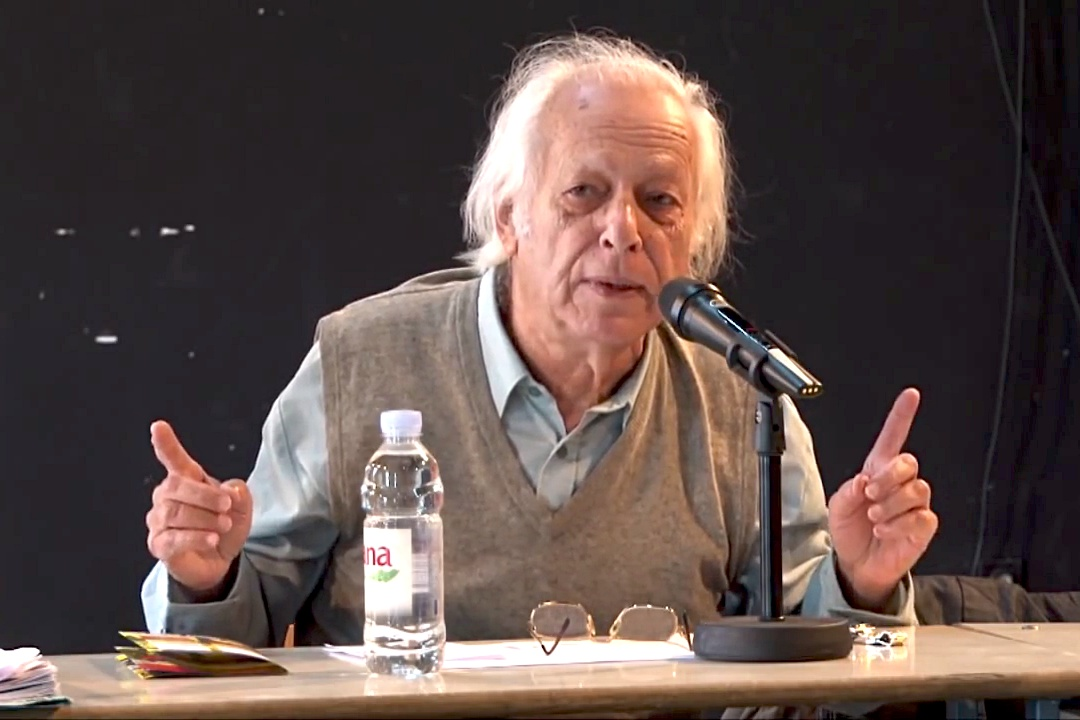
Samir Amin.

La tesis de la desconexión es uno de los conceptos centrales de los estudios del pensador y economista francoegipcio Samir Amin, el cual desarrolla en su libro La desconexión publicado en 1988. En el marco de esta obra elabora una serie de propuestas acerca de la necesidad de que los países subdesarrollados se «desconecten» del sistema capitalista mundial, para entrar en un sistema mundial policéntrico.
Esta necesidad de desconectarse no está planteada, según Amin, en términos de autarquía, sino como necesidad de abandonar los valores que parecen estar dados naturalmente por el capitalismo, para lograr poner en pie un internacionalismo de los pueblos que luche contra éste. La necesidad de desconexión es el lógico resultado político del carácter desigual del desarrollo del capitalismo (un capitalismo subdesarrollado dependiente del capitalismo desarrollado), pero también la desconexión es una condición necesaria para cualquier avance hacia el socialismo, tanto en el Norte como en el Sur.
La propuesta de la desconexión constaría de cuatro objetivos esenciales:
1. construir un sistema global no sujeto a las élites mercantiles mundiales
2. una organización que enfrente rotundamente la lucha por el desarme mundial
3. una organización que permita el acceso a los recursos del planeta de manera equitativa
4. un movimiento defensor del replanteamiento del papel de las instituciones internacionales

Para concretar esta «desconexión» los países periféricos deben realizar un desarrollo más autónomo de su propio proceso de acumulación que no esté sujeto a los intereses y directrices de los centros ni de las multinacionales sino en alianza con las fuerzas y movimiento populares con el objetivo de crear nuevos medios de producción y bienes de consumo que satisfagan las necesidades de la población.